# Боса Беложански
Боса Беложански-Туцаковић (Београд, 12. јул 1904 — Београд, 1986) била је српска сликарка и педагог.

## Живот и стваралаштво
Завршила је студије на Уметничкој школи у Београду 1928. Излаже од 1929. Сликала је портрете, пејзаже и фигуралне композиције. Самостално је излагала у Београду 1956, 1960. и 1973. Била је професорка ликовне уметности у средњој школи у Београду.